# Nagrada Enrica Fermija
Nagrada Enrica Fermija je mednarodna nagrada, ki jo vlada ZDA podeljuje znanstvenikom svetovnega slovesa za življenjske dosežke na področju energetike. Nagrajenec prejme ček za 375.000 dolarjev s podpisom predsednika ZDA in ministra za energetiko, hkrati pa še zlato medaljo s podobo Enrica Fermija.

## Prejemniki
- 2014 – Claudio Pellegrini, Charles V. Shank
- 2013 – Andrew Sessler,  Allen J. Bard
- 2012 – Walter E. Massey
- 2010 – Mildred Dresselhaus, Burton Richter
- 2009 – John B. Goodenough, Siegfried Hecker
- 2005 – Arthur H. Rosenfeld
- 2003 – John Norris Bahcall, Raymond Davis, mlajši, Seymour Sack
- 2000 – Sheldon Datz, Sidney David Drell, Herbert F. York
- 1998 – Maurice Goldhaber, Michael E. Phelps
- 1996 – Mortimer M. Elkind, H. Rodney Withers, Richard L. Garwin
- 1995 – Ugo Fano, Martin D. Kamen
- 1993 – Liane B. Russell, Freeman John Dyson
- 1992 – Harold Brown, John S. Foster, Leon Max Lederman
- 1990 – George A. Cowan, Robley D. Evans
- 1988 – Richard B. Setlow, Victor F. Weisskopf
- 1987 – Luis Walter Alvarez, Gerald F. Tape
- 1986 – Ernest D. Courant, M. Stanley Livingston
- 1985 – Norman Rasmussen, Marshall Rosenbluth
- 1984 – Robert R. Wilson, George Vendryes
- 1983 – Alexander Hollaender, John H. Lawrence
- 1982 – Herbert L. Anderson, Seth Neddermeyer
- 1981 – Wilfrid Bennett Lewis
- 1980 – Rudolf Ernst Peierls, Alvin Martin Weinberg
- 1978 – Wolfgang Kurt Hermann Panofsky, Harold M. Agnew
- 1976 – William L. Russell
- 1972 – Manson Benedict
- 1971 – Shields Warren, Stafford L. Warren
- 1970 – Norris Edwin Bradbury
- 1969 – Walter H. Zinn
- 1968 – John Archibald Wheeler
- 1966 – Otto Hahn, Lise Meitner, Fritz Strassmann
- 1964 – Hyman George Rickover
- 1963 – Julius Robert Oppenheimer
- 1962 – Edward Teller
- 1961 – Hans Albrecht Bethe
- 1959 – Glenn Theodore Seaborg
- 1958 – Eugene Paul Wigner
- 1957 – Ernest Orlando Lawrence
- 1956 – John von Neumann